# VX-9
第9空中测试与评估中队（英語：VX-9. Air Test and Evaluation Squadron Nine，AIRTEVRON NINE，通常指称其绰号“黑蝙蝠”或“吸血鬼”），是一支驻扎于加利福尼亚州中国湖海军航空武器站的美国海军空中测试和评估中队。飞机机尾代码为XE，这个中队装备使用了许多美国海军和美国海军陆战队的飞机和直升机。

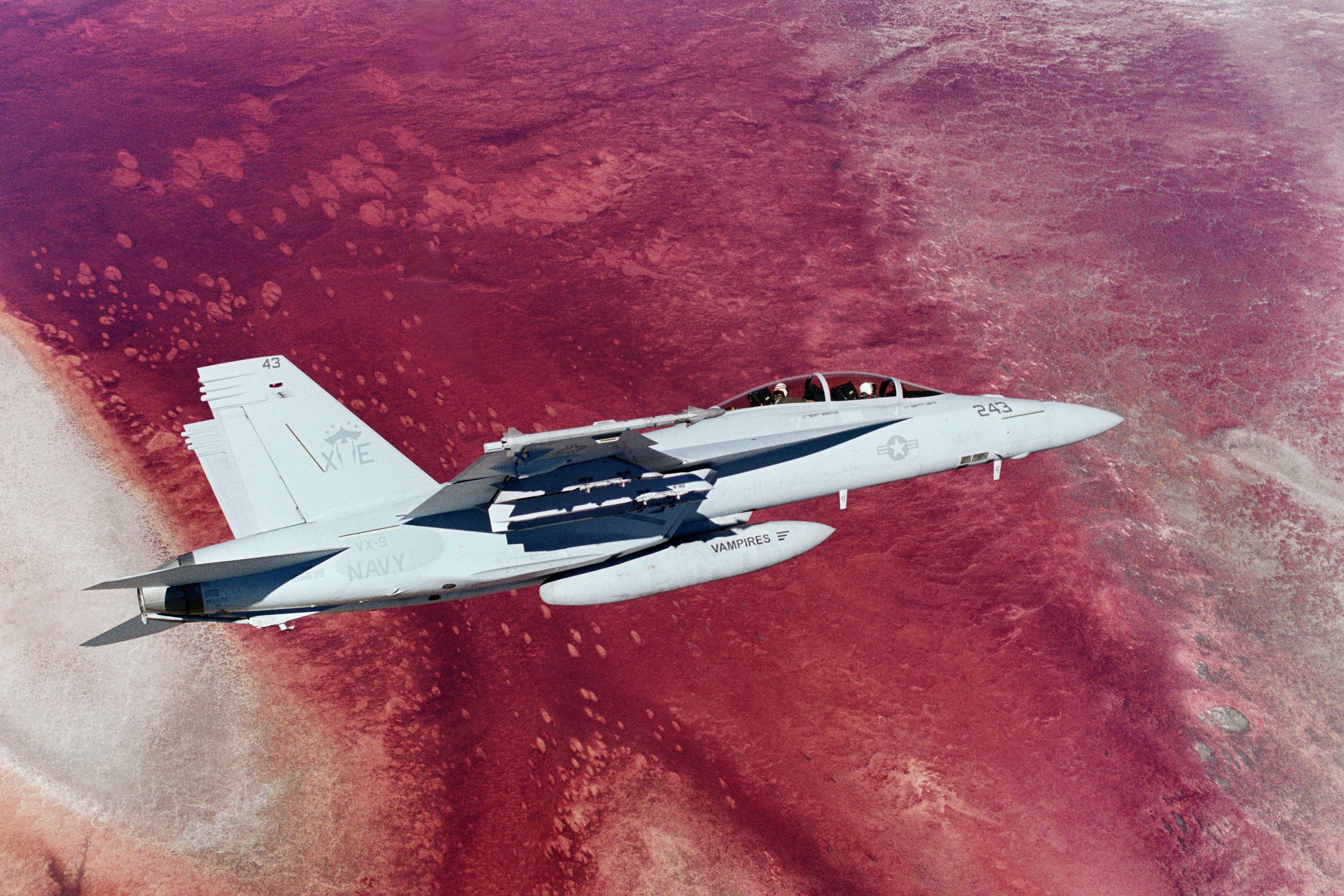
VX-9的F/A-18F“超级大黄蜂”飞越欧文斯湖于广阔东部的连绵山脉与莫哈韦沙漠的试验场。

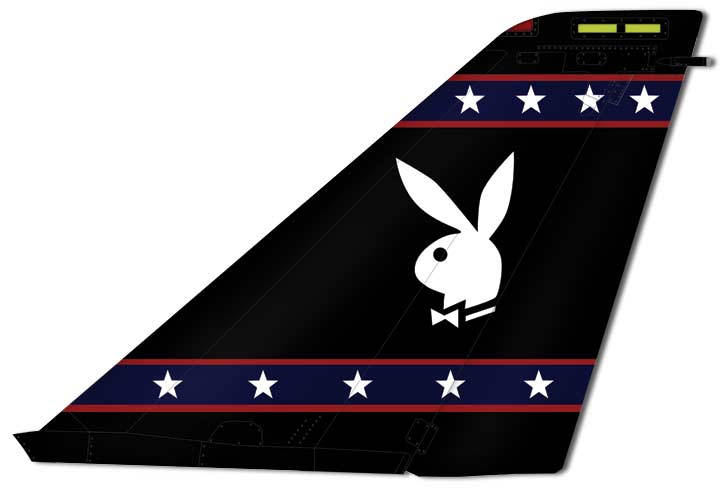
驻扎于加州穆古岬的VX-9实验中队F-14D的机尾标记

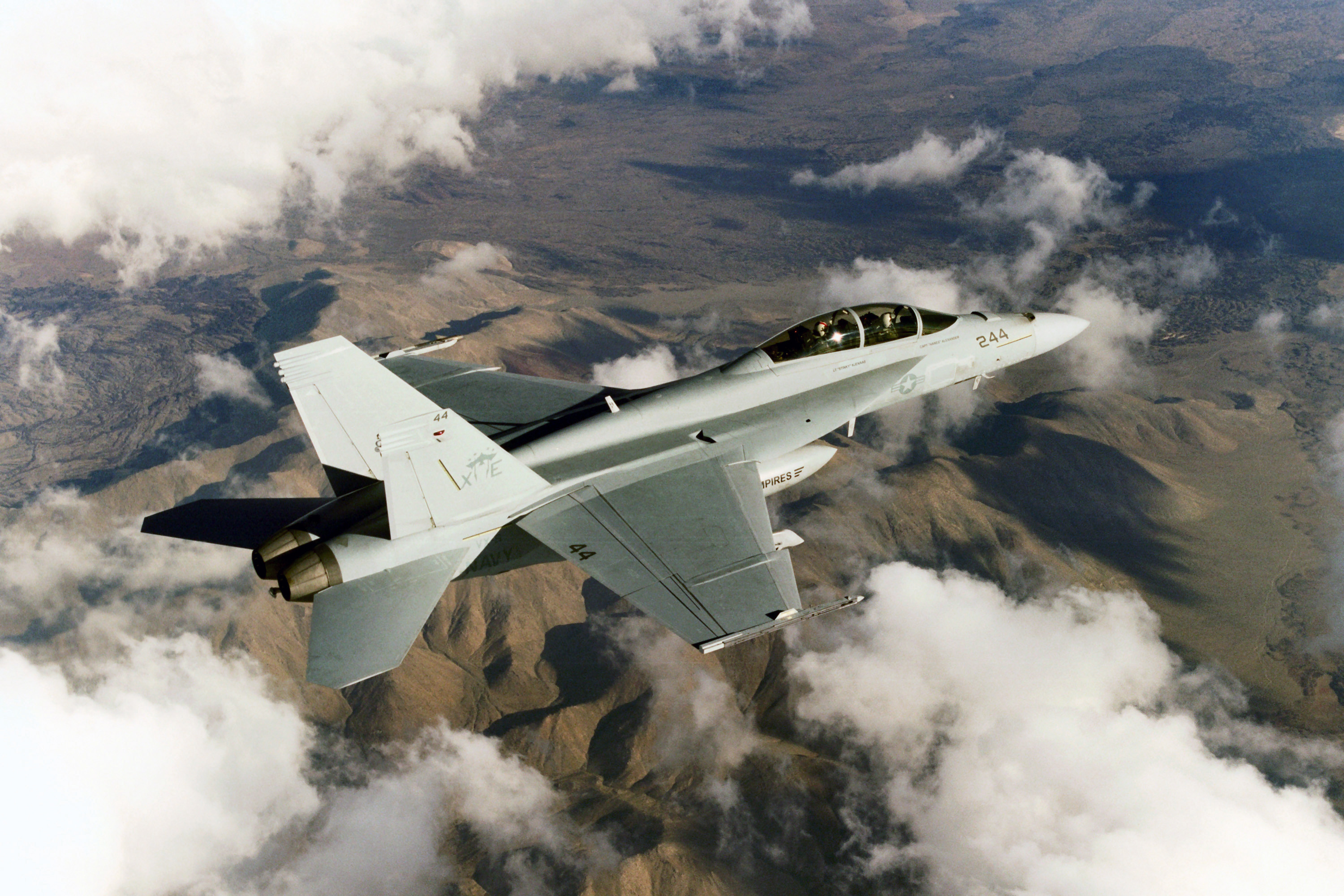
一架VX-9的F/A-18“超级大黄蜂”装有一台APG-79电子扫描相位阵列雷达用于评估。

## 另请参阅
- 美国海军历史
- 美国海军飞机中队列表
- VX-4